# Xã Rosalia, Quận Butler, Kansas
Xã Rosalia (tiếng Anh: Rosalia Township) là một xã thuộc quận Butler, tiểu bang Kansas, Hoa Kỳ. Năm 2010, dân số của xã này là 631 người.